# Joseph Anton Christ
Joseph Anton Christ, auch Josef Anton Christ, (* 7. Juni 1744 in Wien; † 25. März 1823 in Dresden) war ein österreichischer Sänger und Schauspieler.

## Leben
Am Collegium academicum (Jesuitenkolleg) seiner Heimatstadt verbrachte Christ einige Jahre seiner Schulzeit, bis er ohne Abschluss abging und sich den Husaren anschloss, die im Siebenjährigen Krieg an der Seite Österreichs kämpften. Als nach dem Friedensschluss der Status quo ante bellum wieder hergestellt worden war, dauert es noch bis zum Frühjahr 1765, dass er von Prinzipal Peter Florenz Ilgner und dessen Gesellschaft in Salzburg engagiert wurde.
In Salzburg konnte Christ dann auch erfolgreich debütieren. 1777 holte ihn Pasquale Bondini nach Berlin, wo er u. a. neben Karl Theophil Döbbelin meistenteils Liebhaberrollen und junge Helden darstellte. Im darauffolgenden Jahr ging er als Nachfolger von Johann Franz Brockmann nach Hamburg und 1779 spielte er unter der Leitung von Pasquale Bondini in Dresden.
1783 nahm Christ ein Engagement am Deutschen Theater in Sankt Petersburg an und wechselte 1784 nach Riga, wo er bis Winter 1790 blieb. In diesem Jahr kehrte er nach Deutschland zurück und wurde vom Stadttheater in Mainz unter Vertrag genommen. 1794 machte er die Bekanntschaft von Joseph Seconda, der ihn sofort in sein Ensemble aufnahm. Mit dieser Truppe unternahm Christ eine ausgedehnte Tournee nach Prag, Dresden und Leipzig.
Christ heiratete die portugiesische Schauspielerin Isabella Maria Peixote de Costa (1742–1784) und hatte mit ihr neun Kinder, darunter: Maria Anna (* 1766), Franz (ca. 1771–1778), Margarethe, Josephe (1773–1784) und Caroline (1779–1792). In zweiter Ehe war er mit Catharina Barbara Michelsohn verheiratet. In Riga wurden die gemeinsamen Töchter Friederike (1785–1833) und Constantina Henriette Dorothea (* 1788) geboren.
In Leipzig konnte er am 14. September 1815 sein fünfzigstes Bühnen-Jubiläum feiern; an diesem Tag war Christ als „Kriegsrat Dallner“ in Ifflands Die Dienstpflicht zu sehen.
Fast 79-jährig starb Christ am 25. März 1823 in Dresden und fand dort auch seine letzte Ruhestätte.

## Rollen (Auswahl)
- Poll – Das Blatt hat sich gewendet (Friedrich Ludwig Schröder)
- Wermuth – Der Hofmeister oder Vortheile der Privaterziehung (Jakob Michael Reinhold Lenz)
- Kriegsrat Dallner – Die Dienstpflicht (August Wilhelm Iffland)
- Riccaut de la Marlinière – Minna von Barnhelm (Gotthold Ephraim Lessing)
- Tervill – Die Ehescheuen (Johanna Franul von Weißenthurn)
- Theseus – Ariana und Theseus (Giuseppe di Mayo)
- Präsident – Kabale und Liebe (Friedrich Schiller)
- Stahl – Die Hausfreunde (August Wilhelm Iffland)
- Krustjew – Graf Benjowsky oder die Verschwörung auf Kamtschatka (August von Kotzebue)
- Polonius – Hamlet (William Shakespeare)
- Philipp – Don Karlos (Friedrich Schiller)
- Wellenberger – Die Advocaten (August Wilhelm Iffland)
- Graf Wernau – Der Puls (Joseph Marius von Babo)

## Rezeption
Christ war ein Künstler im vollsten Sinn des Worts, der mit den scheinbar einfachsten Mitteln mächtig wirkte und in dieser Beziehung sogar August Wilhelm Iffland übertraf. Die Natur war ihm in allem Vorbild.

## Nachruf
Z. Funk  schrieb in einer Dresdner Zeitung einen Nachruf über Joseph A. Christ:

„In Christ ist ein Künstler zu Grabe gegangen, wie es wenige gegeben, der bei dem vollkommensten Zuhausesein auf der Bühne, beim graziösesten Anstande, mit dem scheinbar einfachsten Mitteln mächtig wirkte. In dieser Beziehung steht Christ selbst über Iffland, der ihn im besten Selbstgefühl gern seinen Lehrer nannte.

Von Christ konnten junge Schauspieler lernen, und lernten zum Glücke auch, wie Ausdruck der Leidenschaft keiner konvulsivischen Mittel bedarf, wenn sie innerhalb ihrer Natur, eben der Natur sich bewegt und hervortritt, sonach immer nur in den Spiegel des Schönen blickt. Trotz der Einfachheit und des besonnensten Mienenspiel, brachte er Wirkungen hervor, die überraschende waren und über den dazustellenden Charakter ein Licht verbreiteten; wie es das kunstreichste Wort nicht hervorbringen vermochte.“